# Blauwe Coalitie
De Blauwe Coalitie (Bulgaars: Синята коалиция) was een samenwerkingsverband van (centrum)rechtse politieke partijen in Bulgarije. Deze alliantie werd in het begin van 2009, voorafgaand aan de verkiezingen voor het Europees Parlement in juni 2009, gesloten door de Unie van Democratische Krachten en Democraten voor een Sterk Bulgarije. Voor de nationale parlementsverkiezingen een maand later sloten drie kleinere partijen zich bij de Blauwe Coalitie aan.

## Geschiedenis
In de Bulgaarse verkiezingen voor het Europees Parlement won de Blauwe Coalitie met 8% van de stemmen één zetel, waardoor Nadezhda Neynsky van de Unie van Democratische Krachten lid werd van het Europees Parlement. Ingevolge het Verdrag van Lissabon kreeg de Blauwe Coalitie in 2011 een tweede zetel toebedeeld, die naar Svetoslav Malinov van Democraten voor een Sterk Bulgarije ging. In het Europees Parlement behoort de Blauwe Coalitie bij de fractie van de Europese Volkspartij.
De Centrale Kiescommissie van Bulgarije had op 28 mei 2009 de Blauwe Coalitie van deelname aan de nationale parlementsverkiezingen uitgesloten, maar deze beslissing werd twee dagen later door het Hoogste Administratieve Hof van Bulgarije ongedaan gemaakt. Volgens het Hof was het in een rechtsstaat onmogelijk om politieke entiteiten uit te sluiten van deelname aan verkiezingen. In de nationale parlementsverkiezingen haalde de Blauwe Coalitie 6,8% van de stemmen, wat vijftien zetels in de Nationale Vergadering opleverde.

## Samenstelling
- Unie van Democratische Krachten
- Democraten voor een Sterk Bulgarije
- Verenigde Agrariërs
- Bulgaarse Sociaaldemocratische Partij
- Radicaal-democratische Partij